# Last Dance (chanson de Stefania)
Pour les articles homonymes, voir Last Dance.
Chansons représentant la Grèce au Concours Eurovision de la chanson
Superg!rl
(2020)
Singles de Stefania
Friday
(2020)
Clip vidéo
[vidéo] « Last Dance », sur YouTube
Last Dance (en français : Dernière danse) est une chanson de la chanteuse grecque Stefania, sortie dans sa version actuelle le 10 mars 2021. Cette chanson représente la Grèce lors du Concours Eurovision de la chanson 2021 qui prend place à Rotterdam, aux Pays-Bas.

## Concours Eurovision de la chanson 2021

### Sélection interne
À la suite de l'annulation du Concours Eurovision de la chanson 2020 à cause de la pandémie de Covid-19, le radiodiffuseur national grec ERT annonce que Stefania sera à nouveau la représentante de la Grèce pour l'édition suivante, en 2021.

### À l'Eurovision
La chanson sera interprétée en première partie lors de la deuxième demi-finale, le 20 mai 2021, étant donné que la répartition des pays participants aux demi-finales reste la même que celle décidée en 2020. En cas de qualification, la chanson pourrait être de nouveau interprétée lors de la finale du 22 mai 2021.